# 豸峰成义堂
豸峰成义堂位于中国江西省婺源县（旧属安徽省徽州府）中云镇的豸峰村。
2006年，豸峰成义堂与阳春方氏宗祠、汪口俞氏宗祠、黄村经义堂、洪村光裕堂、篁村余庆堂、西冲敦伦堂七处，是徽州建筑的典型代表，以婺源宗祠之名，被列为第六批全国重点文物保护单位。